# Železniško postajališče Pijavice
Železniško postajališče Pijavice je eno izmed železniških postajališč v Sloveniji, ki oskrbuje bližnje naselje Pijavice.